# Steve McManaman
Steven Charles McManaman (Liverpool, 11 februari 1972) is een Engels voormalig voetballer.

## Clubcarrière
Hij maakte zijn debuut in het eerste elftal van Liverpool in 1989 en bleef tien jaar bij de club. Het hoogtepunt in die tijd was de winst in de FA Cup in 1992. Alhoewel Liverpool in deze jaren een getalenteerd elftal had konden zij de toppositie van Manchester United niet bedreigen. McManaman en collega's als Jamie Redknapp en Jason McAteer vielen soms meer op door hun gedrag buiten het veld, waardoor zij de bijnaam 'the Spice Boys' kregen. McManaman kreeg soms kritiek omdat hij te weinig zou scoren, maar was zeer belangrijk met zijn vele voorzetten aan Robbie Fowler en later Michael Owen.
In 1999 vertrok McManaman naar Real Madrid, waar hij vier seizoenen zou spelen. Aan het eind van het eerste seizoen beleefde hij het hoogtepunt van zijn carrière: in de finale van de UEFA Champions League tegen Valencia scoorde hij met een afstandsschot. Hij werd uitgeroepen tot 'Man of the Match'. Twee jaar later won Real de Champions League opnieuw. Ook werd McManaman met Real tweemaal kampioen van Spanje.
Nadat Real een kapitaal had uitgegeven aan nieuwe sterren, zoals David Beckham, was er voor McManaman geen plaats meer. Hij ging naar Manchester City, maar dit werd geen succes. De fans van de club zagen in hem een volgevreten vedette. Hij werd een aantal keren bedreigd en eenmaal zelfs gemolesteerd. In 2005 beëindigde hij zijn loopbaan. Tegenwoordig is hij betrokken bij de opnames van een voetbalfilm en geeft hij commentaar voor de Engelse commerciële televisie.

## Interlandcarrière
McManaman maakte zijn debuut voor Engeland op 16 november 1994 in de vriendschappelijke interland tegen Nigeria, die met 1-0 werd gewonnen dankzij een doelpunt van David Platt. Hij viel in dat duel na 26 minuten in voor Robert Lee. Alhoewel hij een van de beste Engelse spelers was tijdens het EK voetbal 1996 (volgens Pelé zelfs de beste speler van dat toernooi), werd hij vaker niet dan wel opgesteld. In totaal kwam hij 37 keer voor Engeland uit.
| Interlanddoelpunten | Interlanddoelpunten | Interlanddoelpunten  | Interlanddoelpunten | Interlanddoelpunten | Interlanddoelpunten | Interlanddoelpunten |
| #                   | Datum               | Locatie              | Tegenstander        | Goal(s)             | Uitslag             | Wedstrijd           |
| ------------------- | ------------------- | -------------------- | ------------------- | ------------------- | ------------------- | ------------------- |
| 1                   | 04/09/1999          | Londen, Engeland     | Luxemburg           | 30'                 | 6–0                 | EK-kwalificatie     |
| 2                   | 04/09/1999          | Londen, Engeland     | Luxemburg           | 44'                 | 6–0                 | EK-kwalificatie     |
| 3                   | 12/06/2000          | Eindhoven, Nederland | Portugal            | 18'                 | 2–3                 | EK-eindronde        |

## Overzicht
| Seizoen | Club            | Competitie       | Wedstrijden | Doelpunten |
| 1990/91 | Liverpool       | Premier League   | 2           | 0          |
| 1991/92 | Liverpool       | Premier League   | 30          | 5          |
| 1992/93 | Liverpool       | Premier League   | 31          | 4          |
| 1993/94 | Liverpool       | Premier League   | 30          | 2          |
| 1994/95 | Liverpool       | Premier League   | 40          | 7          |
| 1995/96 | Liverpool       | Premier League   | 38          | 6          |
| 1996/97 | Liverpool       | Premier League   | 37          | 7          |
| 1997/98 | Liverpool       | Premier League   | 36          | 11         |
| 1998/99 | Liverpool       | Premier League   | 28          | 4          |
| 1999/00 | Real Madrid     | Primera División | 28          | 3          |
| 2000/01 | Real Madrid     | Primera División | 28          | 2          |
| 2001/02 | Real Madrid     | Primera División | 23          | 2          |
| 2002/03 | Real Madrid     | Primera División | 15          | 1          |
| 2003/04 | Manchester City | Premier League   | 22          | 0          |
| 2004/05 | Manchester City | Premier League   | 14          | 0          |
|         | Totaal          |                  | 402         | 54         |

## Erelijst
| Competitie                 |           |                  |           |           |
| Competitie                 | Aantal    | Jaren            |           |           |
| Liverpool                  | Liverpool | Liverpool        | Liverpool | Liverpool |
| -------------------------- | --------- | ---------------- | --------- | --------- |
| FA Cup                     | 1x        | 1991/92          |           |           |
| League Cup                 | 1x        | 1994/95          |           |           |
| Real Madrid                |           |                  |           |           |
| Internationaal             |           |                  |           |           |
| Wereldbeker voor clubteams | 1x        | 2002             |           |           |
| UEFA Champions League      | 2x        | 1999/00, 2001/02 |           |           |
| UEFA Super Cup             | 1x        | 2002             |           |           |
| Nationaal                  |           |                  |           |           |
| Primera División           | 2x        | 2000/01, 2002/03 |           |           |
| Supercopa de España        | 1x        | 2001             |           |           |